# Barcelona Nanocluster Bellaterra

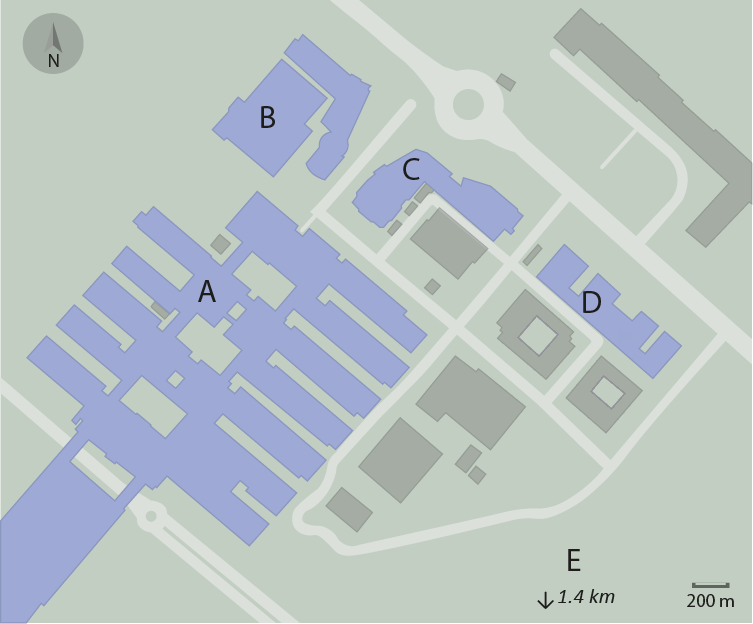
Mapa amb la situació dels diferents centres.
(A) Facultat de ciències de la Universitat Autònoma de Barcelona
(B) Centre Nacional de Microelectrònica - Institut de Microelectrònica de Barcelona
(C) Institut de Ciència de Materials de Barcelona
(D) Institut Català de Nanociència i Nanotecnologia
(E) Sincrotró ALBA

El Barcelona Nanocluster Bellaterra o BNC-b, és una xarxa d'infraestructures científiques situada en el campus de la Universitat Autònoma de Barcelona, a Bellaterra amb l'objectiu d'estudiar els camps científics relacionats amb la nanociència i nanotecnologia. El BNC-b es va fundar el 2007, amb l'objectiu de compartir coneixement, experiència i recursos entre diferents centre de recerca, per tal d'investigar en camps multidisciplinars, per la proximitat entre centres, a menys de 200 metre els uns dels altres.
Diferents centres de recerca i institucions formen part del BNC-b: 
- L'Institut de Microelectrònica de Barcelona. Centre Nacional de Microelectrònica, (CNM-IMB), especialitzat en la producció i el disseny de nous dispositius i materials amb noves propietats mecàniques, elèctriques, òptiques i tèrmiques. Compta a més amb una sala blanca de micro i nano-fabricació de 1500 m², la més gran a nivell estatal.[2][3][4]
- L'Institut de Ciència de Materials de Barcelona, (ICMAB-CSIC), un centre de recerca centrat en la investigació en materials i les seves aplicacions.[2][4][3]
- L'Institut Català de Nanociència i Nanotecnologia (ICN2), un centre dedicat a la investigació en nanociència i nanotecnologia.[2][4][3]
- El Parc de Recerca UAB (PRUAB) actua per promocionar la col·laboració entre els centres de recerca i la industria, facilitant l'ús d'instal·lacions punteres per part d'empreses.[2]
- El Sincrotró ALBA, una infrastructura única a l'estat que aporta la possibilitat d'estudiar i treballar amb tècniques basades en la llum de sincrotró.[2]

La Universitat Autònoma de Barcelona (UAB) també forma part del nanocluster, contribuint amb la col·laboració d'investigadors i grups de recerca de la facultat de ciències, serveis com els de microscòpia electrònica o amb centres com l'Institut de Biotecnologia i Biomedicina (IBB-UAB). A més també contribueix amb la formació des de diferents camps com la química, la física, la biologia, l'enginyeria electrònica o la nanociència.
El 2015, va aprovar-se el projecte europeu NFFA-Europe, que va integrar 20 centres de recerca d'arreu d'Europa entre els que s'inclouen els centres del BNC-b així com l'Institut de Recerca en Energia de Catalunya per coordinar l'activitat a nivell europeu de les instal·lacions que treballen en el camp dels nanomaterials.

## Galeria
|                                                 |                                               |                     |                |
| Institut Català de Nanociència i Nanotecnologia | Institut de Ciència de Materials de Barcelona | Parc de Recerca UAB | Sincrotró ALBA |